# New Yorks 45. kongresdistrikt
New Yorks 45. kongresdistrikt (45th Congressional District of New York) var en valgkreds til Repræsentanternes Hus, bestående af Allegany, Cattaraugus, Chautauqua counties i staten New York. Valgkredsen blev oprettet i 1945 og nedlagt otte år senere som konsekvens af folketællingen i 1950. Valgkredsen gav i hele sin levetid valg til Daniel A. Reed. Da valgkredsen blev nedlagt, overførtes han til delstatens 43. distrikt.

## Valgresultater
Med fed skrift markeres vinderen. Med kursiv skrift markeres den siddende kandidat.
| År   | Demokrat                   | Republikaner           | Andre                                                           |
| ---- | -------------------------- | ---------------------- | --------------------------------------------------------------- |
| 1944 | Orrin H. Parker: 36.050    | Daniel A. Reed: 64.456 |                                                                 |
| 1946 | Joseph E. Proudman: 20.205 | Daniel A. Reed: 53.327 | Carl William Lundberg (VV): 2.208                               |
| 1948 | Hubert D. Bliss: 35.406    | Daniel A. Reed: 58.340 | Lewis King (American Labor): 2.093 Elmer Olson (Liberal): 1.166 |
| 1950 | Frederick S. Buck: 27.317  | Daniel A. Reed: 54.490 | Elmer Olson (Liberal): 757                                      |